# Glenealy
Glenealy (Iers: Gleann Fhaídhle)  is een plaats in het Ierse graafschap Wicklow. Het dorp ligt aan de spoorlijn Dublin - Rosslare. Het station is sinds 1964 gesloten.